# 南アグサン州

アグサン・デル・スル州の位置

南アグサン州（みなみアグサンしゅう、Province of Agusan del Sur）は、フィリピン南部ミンダナオ島北東部カラガ地方（Caraga, Region XIII）に属す州。州都はプロスペリダード（Prosperidad）。面積は8,966.0km2でフィリピン第4位の広さ、人口は700,653人（2015年）。

## 地理
北には北アグサン州、東には南スリガオ州、南東にはダバオ地方の東ダバオ州、ダバオ・デ・オロ州、南には北ダバオ州、西には北ミンダナオ地方のブキドノン州、北西には東ミサミス州に接する内陸州である。
主要河川はアグサン川。

## 歴史
1966年6月18日、旧アグサン州が南北に分かれて成立した。